# Нова Весь-Глубчицька
Нова Весь-Глубчицька (пол. Nowa Wieś Głubczycka, нім. Neudorf) — село в Польщі, у гміні Глубчице Глубчицького повіту Опольського воєводства.
Населення — 229 осіб (2011).

## Демографія
Демографічна структура станом на 31 березня 2011 року:
|          | Загалом | Допрацездатний вік | Працездатний вік | Постпрацездатний вік |
| -------- | ------- | ------------------ | ---------------- | -------------------- |
| Чоловіки | 103     | 16                 | 76               | 11                   |
| Жінки    | 126     | 27                 | 65               | 34                   |
| Разом    | 229     | 43                 | 141              | 45                   |